# 727-es busz
A 727-es jelzésű elővárosi autóbusz Budapest, Kelenföld vasútállomás és Diósd, Búzavirág utca között közlekedik. A járatot a MÁV Személyszállítási Zrt. üzemelteti.

## Megállóhelyei
Az átszállási kapcsolatok között az azonos útvonalon közlekedő 725-ös busz nincsen feltüntetve.
| 0                                   | Budapest, Kelenföld vasútállomás végállomás | 12 | 1, 19, 49 8E, 40, 40B, 40E, 53, 58, 87, 87A, 88, 88A, 101B, 101E, 108E, 141, 150, 150B, 153, 154, 172, 173, 187, 188, 188E, 250, 250B, 251, 251A, 251E, 272 689, 691, 710, 712, 715, 720, 722, 724, 732, 734, 735, 736, 760, 762, 763, 764, 767, 770, 774, 775, 778, 779, 798, 799 S10 G10 S12 S30 Z30 S34 S35 S36 S40 G40 Z40 S42 Z42 G43 G44 IC, EC, EN, sebesvonat, gyorsvonat, expresszvonat, |
| 1                                   | Budapest, Diótörő utca                      | 11 | 710, 712, 720, 722 |
| Budapest–Diósd közigazgatási határa |                                             |    | |
| 2                                   | Diósd, Törökbálinti elágazás                | 10 | 13, 13A, 88, 113 710, 712, 720, 722 |
| 3                                   | Diósd, Sashegyi út                          | 9  | 13, 13A, 88, 113 710, 712, 715, 720, 722 |
| 4                                   | Diósd, Gárdonyi Géza utca                   | 8  | 13 |
| 5                                   | Diósd, Gyár utca                            | 7  | 13 710, 712, 720, 722 |
| 6                                   | Diósd, Homokbánya utca                      | ∫  | 13 |
| 7                                   | Diósd, Petőfi Sándor utca                   | 6  | 13 |
| 8                                   | Diósd, Pacsirta utca                        | 5  | 13 |
| 9                                   | Diósd, Nóra utca                            | 4  | 13 |
| 10                                  | Diósd, Katinka utca                         | 3  | 13 |
| 11                                  | Diósd, Tátika utca                          | 2  | 13 |
| 12                                  | Diósd, Valéria utca                         | 1  | 13 |
| 13                                  | Diósd, Búzavirág utca végállomás            | 0  | 13 Orgona utca (Törökbálint): 283 |